# 10e brigade d'assaut de montagne
La 10e brigade d'assaut de montagne « Edelweiss » (en ukrainien : 10-та окрема гірсько-штурмова бригада «Едельвейс», abrégé en 10 ОГШБр ; numéro d'unité militaire А4267) est une grande unité d'infanterie mécanisée de l'Armée de terre ukrainienne.
Dépendant du commandement opérationnel ouest, la brigade est formée le 30 octobre 2015 à Bila Tserkva et commandée au début par le colonel Vassyl Zoubanytch. Son rôle est de combattre dans les zones montagneuses et forestières.

## Historique

### Création
Le 10e régiment séparé de montagne est formé à partir de septembre 2015, à Tchernivtsi en Bucovine (dans les Carpates), puis déménage presque immédiatement à Kolomya dans l'oblast d'Ivano-Frankivsk. Dès le 21 septembre 2015 est annoncée la volonté d'en faire une brigade d'assaut, décision effective le 1er octobre 2015. Son premier colonel est Vassyl Zoubanitch, héros de l'Ukraine.

### Guerre du Donbass
En janvier 2016, le 8e bataillon d'infanterie motorisée (ex 8e bataillon de défense territoriale «Поділля», Podolie) est attaché à la brigade, renommé le 8e bataillon d'assaut de montagne. Du 31 mars au 22 novembre 2016, la brigade est temporairement renforcée par le 24e bataillon d'assaut «Айдар» (Aïdar) et le 46e bataillon «Донбас» (Donbass). Les 5 et 11 décembre 2016, les 108e et 109e bataillons
Elle a participé à la guerre du Donbass entre mai et novembre 2016 près de Marïnka, Taramtchouk ou Stepnoïe de l'oblast de Donetsk et Posana, Zolote de l'oblast de Louhansk. Puis en septembre 2017. Pendant l'été 2019 les soldats du 8e bataillon ont participé à Rivne à des entraînements avec des instructeurs danois et britanniques. En juillet 2019, la brigade a fait partie des exercices ukraino-américains Rapid Trident 2019 de l'OTAN. De novembre à juillet 2020 l'unité est dans la région de Marioupol.

### Invasion russe de l'Ukraine

#### Offensive de Kiev (février - avril 2022)
L'unité est engagée lors de l'invasion de l'Ukraine par la Russie, avec un premier déploiement dans l'oblast de Volhynie pour surveiller la frontière avec la Biélorussie. Elle est rapidement repositionnée aux frontières administratives des oblasts de Kiev et Jytomyr, notamment le long de la T1005/E73 entre Ivankiv et Borodianka où elle freine la progression russe vers l'ouest. Elle harcèle les colonnes de la 69e brigade de couverture dans de violents affrontements en particulier autour des villages de Sloboda-Kukharska (uk) et Kukhari (oblast de Kiev) (uk). La brigade prend notamment part à de violents combats les 7 et 11 mars subissant des pertes. Le 23 mars, le 109e bataillon appuyé par des chars est impliqué dans des combats autour du village de Teterivske (uk) où elle tend une embuscade à des éléments de la 155e brigade d'infanterie de marine qui sont relevés après la bataille de Mochtchoun. Ils engagent la colonne à l'aide d'armes légères, d'armes antichars NLAW et de mortiers détruisant plusieurs véhicules BTR-82M et infligeant de lourdes pertes aux Russes,,. Le 8e bataillon d'assaut de montagne participe aux contre-attaques dans le secteur de Brovary libérant les communes de Rudnitske, Lukyanivka et Lukashi. D'autres unités participent ensuite à la libération de l'oblast de Kiev du côté de Borodyanka.
Le 8e bataillon d'assaut de montagne est ensuite déployé au nord de Kharkiv à la fin du mois d'avril, où il participe à des combats le long des autoroutes T2117 et E105 Kharkiv-Belgorod autour des communes de Derhatchi et Proudianka jusqu'à la mi-mai qui aboutit à la libération de plusieurs d'entre-elles,,.

#### Secteur de Siversk (depuis mai 2022)

##### Batailles de Severodonetsk et Siversk (mai - juillet 2022)
À partir de la mi-mai, l'essentiel de la brigade participe à la bataille de Sievierodonetsk sur le flanc sud de ville afin d'épauler des unités de la 17e brigade de chars autour des villages de Mykolaivka (district de Bakhmout) (uk) et Vrubivka en difficulté face à l'offensive russe après la percée de Popasna tandis que le bataillon motorisé de la brigade est positionné devant la ville. Au cours du mois de juin, ils sont obligés de se replier vers le nord-ouest autour du village de Spirne,.
Après la retraite ukrainienne de Lyssytchansk, la brigade reste positionnée autour de la ligne Spirne (district de Bakhmout) (uk) - Berestove - Bilohorivka le long de la T1302, en défense de la ville de Siversk où ils sont confrontés à de violents combats tout au long du mois de juillet. Depuis cette période, la brigade est restée déployée dans ce secteur, ce qui en fait un des déploiements les plus longs pour une brigade dans le même secteur.

##### Batailles de Soledar et Bilohorivka (août 2022 - mars 2023)
À partir de septembre, la brigade est confrontée à la double poussée russe en direction de Bakhmout et de Siversk. Un des verrous de l'opération est la ville de Soledar au nord de Bakhmout. Une partie de la 10e brigade défend le flanc nord de Soledar notamment le 109e bataillon et doit faire face aux assauts du groupe Wagner. Entre octobre et mars, elle est confrontée à ses combats des plus sanglants.
Entre octobre et décembre, elle est engagée dans de violents combats toujours entre les communes de Spirne face à la 4e brigade de fusiliers motorisés du 2e corps d'armée de la Garde. Bilohorivka est prise par les forces russes le 10 novembre 2022. Des éléments de la brigade participent à la bataille de Bakhmout, notamment à la défense de Soledar en décembre 2022, où ils  couvrent le flanc nord de la ville près du village de Yakovlivka (district de Bakhmout) (uk) qui est conquis le 16 décembre 2022. L'unité se replie ensuite au niveau des villages de Rozdolivka et Krasnohorivka, directement au nord des mines de sel,. Entre janvier et début mars 2023, la brigade subit des assauts successifs du groupe Wagner à Rozdolivka (raïon de Bakhmout) (uk) et de la 123e brigade de fusiliers motorisés et des VDV à l'ouest de Bilohorivka et à Spirne. En dépit de lourdes pertes, elle parvient à tenir la ligne et les assauts sont successivement repoussés.
Ils poursuivent les combats pour Bakhmout jusqu'en juin 2023. Le 14 février 2023, le Président Volodymyr Zelensky attribue à la 10e brigade d’assaut de montagne le nom honorifique Edelweiss, un emblème classique des unités de montagne d'Europe centrale.

##### Stabilisation du front (depuis avril 2023)
À partir du printemps 2023, le front entre Soledar et Siversk se stabilise. La brigade continue de repousser les assauts russes à l'ouest de Berestove et Spirne notamment en juin 2023. En décembre 2023, les Russes renouvellent leurs assauts sur les positions de la 10e brigade à l'ouest de Berestove (raïon de Bakhmout) (en), ne progressant de 2km. Le 21 janvier 2024, le lieutenant-colonel Oleh Rendyuk, commandant en second de la brigade est tué au combat. En décembre 2023, le 108e bataillon d'assaut de montagne est redéployé sur le secteur de Koupiansk du côté de Ivaniska.

## Structure

### Ordre de bataille
En octobre 2024, l'ordre de bataille connu de la brigade est le suivant :
- État-major de la brigade
  - 
    -  Compagnie de protection du QG ;
    -  unité de recrutement[16] ;

  -  8e bataillon d'assaut de montagne (uk) unité militaire A3029 (oblast de Tchernivtsi)[17] (ex 8e bataillon de défense territoriale «Поділля», Podolie, levé en 2014 ;
  -  108e bataillon d'assaut de montagne (uk) unité militaire A3715 (oblast de Tchernivtsi)[18] ;
  -  109e bataillon d'assaut de montagne (uk) unité militaire A3892 (oblast d'Ivano-Frankivsk) ;
  -  1er bataillon de fusiliers ;
  -  Bataillon d'infanterie motorisée ;
  -  Bataillon de chars (des T-72) ;
  -  Groupe d'artillerie de la brigade :
    - 
      -  Quartier général du groupe d'artillerie

    -  batterie de contrôle et d'acquisition de cibles ;
    -  1er bataillon d'artillerie automotrice[19] ;
    -  2e bataillon d'artillerie automotrice ;
    -  bataillon de lance-roquettes multiples (BM-21 Grad) ;
    -  bataillon antichar ;

  -  Bataillon antiaérien ;
  -  Bataillon de reconnaissance (sur BRDM-2) ;
  -  Bataillon du génie ;
  -  Bataillon de logistique ;
  -  Bataillon de maintenance ;
  -  Compagnie de transmissions ;
  -  Compagnie de radar (désignation d'objectifs) ;
  -  Bompagnie médicale (soins et évacuation) ;
  -  Compagnie de protection NRBC

### Matériel
- Bataillon de chars : équipé de T-72AV et T-72B
- Trois bataillons d'assaut de montagne :  véhicules de combat d'infanterie BMP-1, BMP-2, de transport de troupes MT-LB et M113 livrés par des pays occidentaux
- Bataillon de reconnaissance : BRDM-2.
- Groupe d'artillerie : un bataillon sur 2S1 Gvozdika et 2S22 Bohdana automoteurs, un sur obusier D-30 de 122 mm, d'un bataillon de roquettes monté sur BM-21 Grad.
- Anti-aérien : ZSU-23-4

Entraînement du 10 ОГШБр sur le terrain de manœuvres.
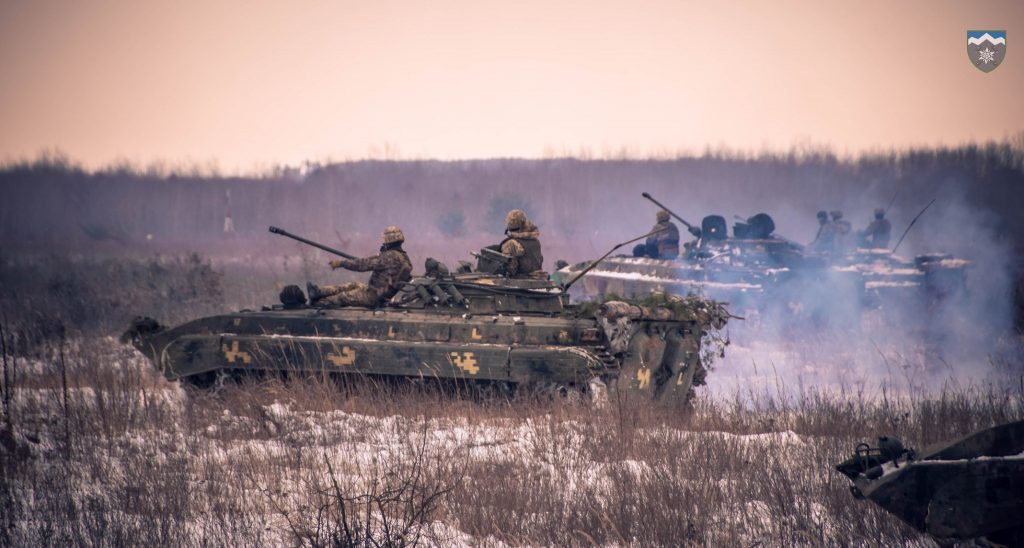
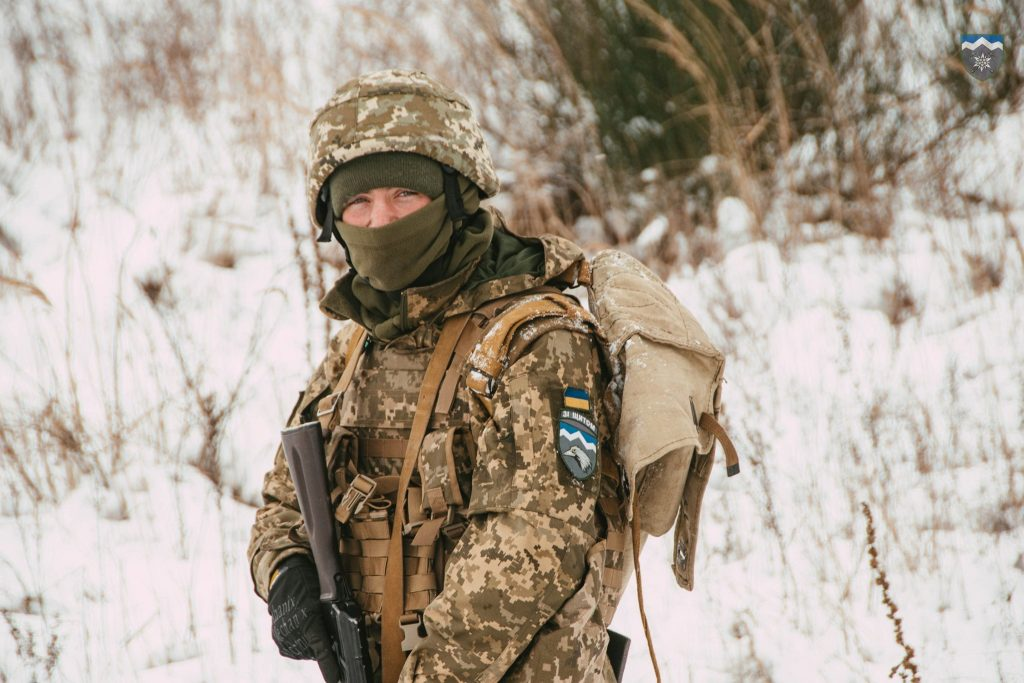
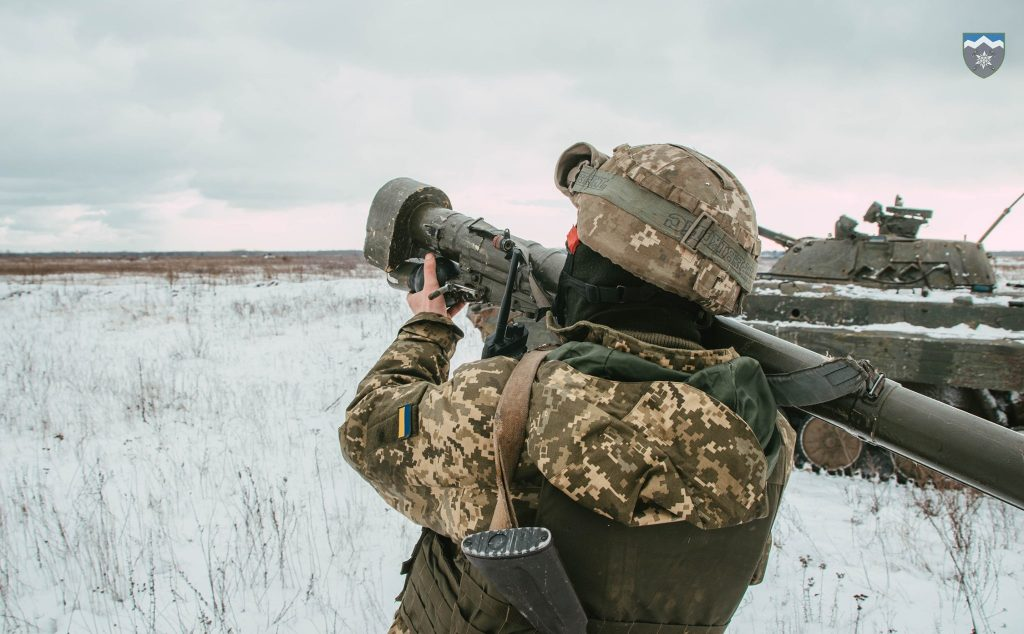
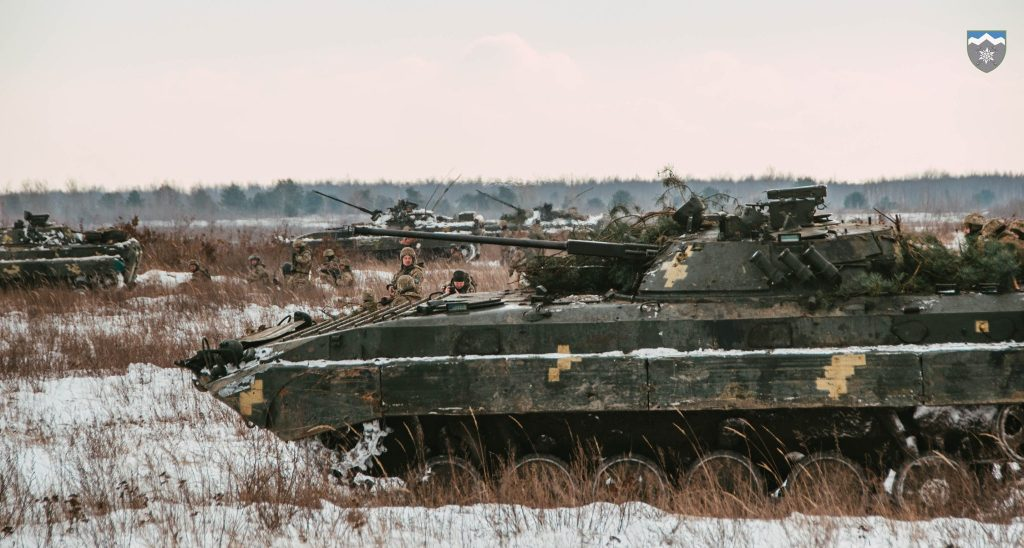
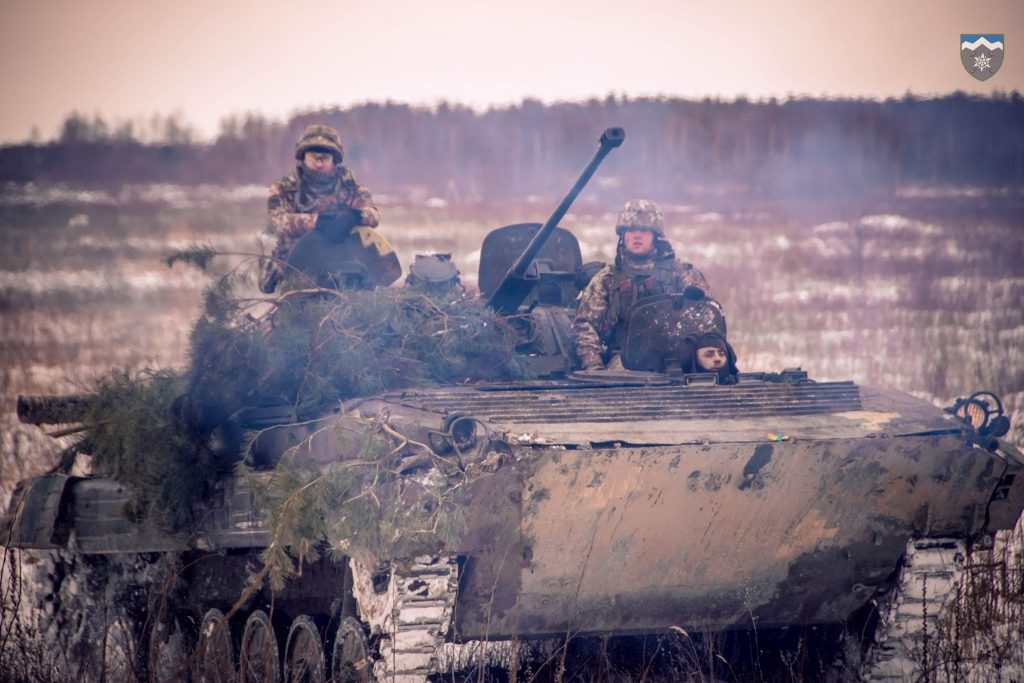
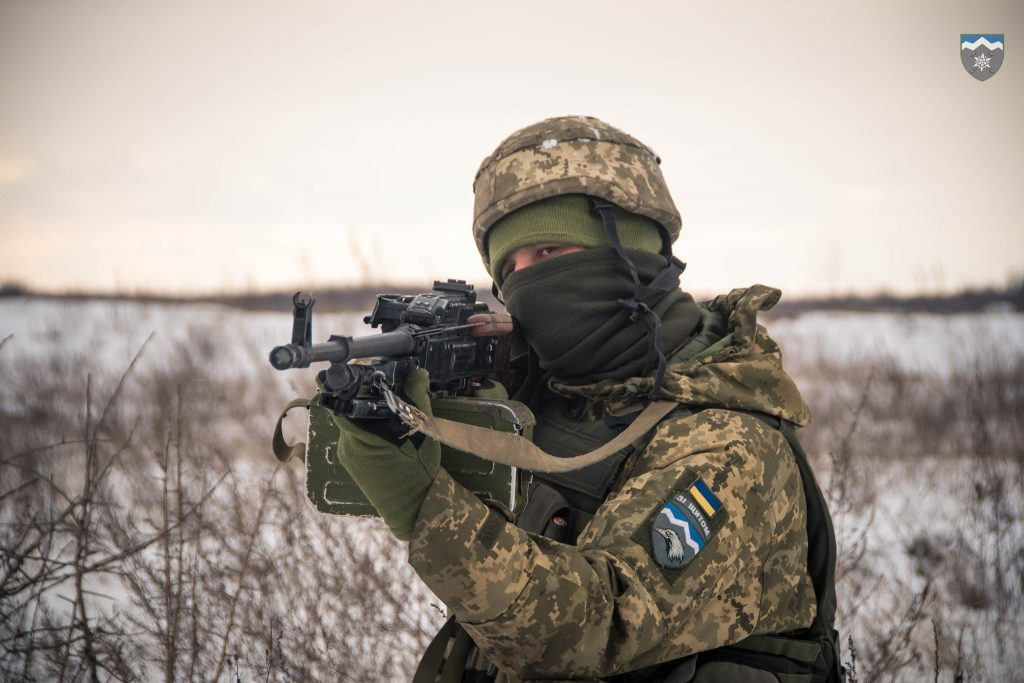
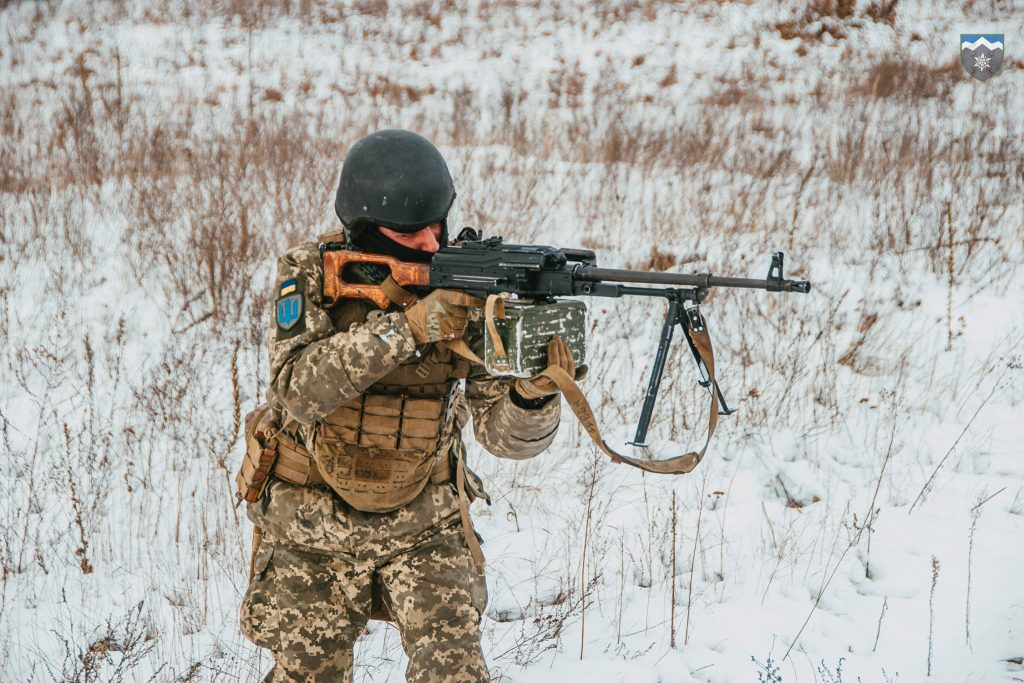
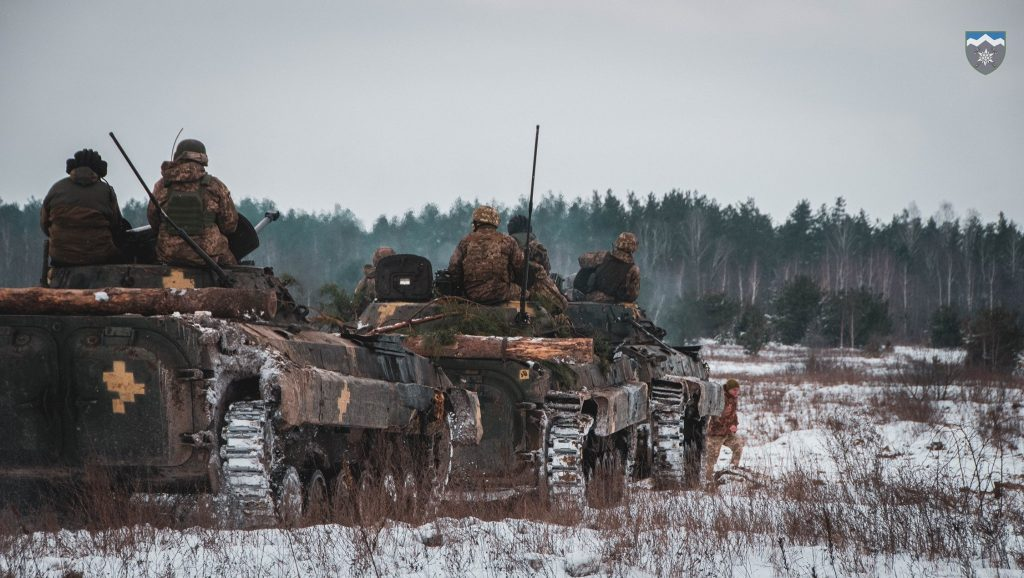
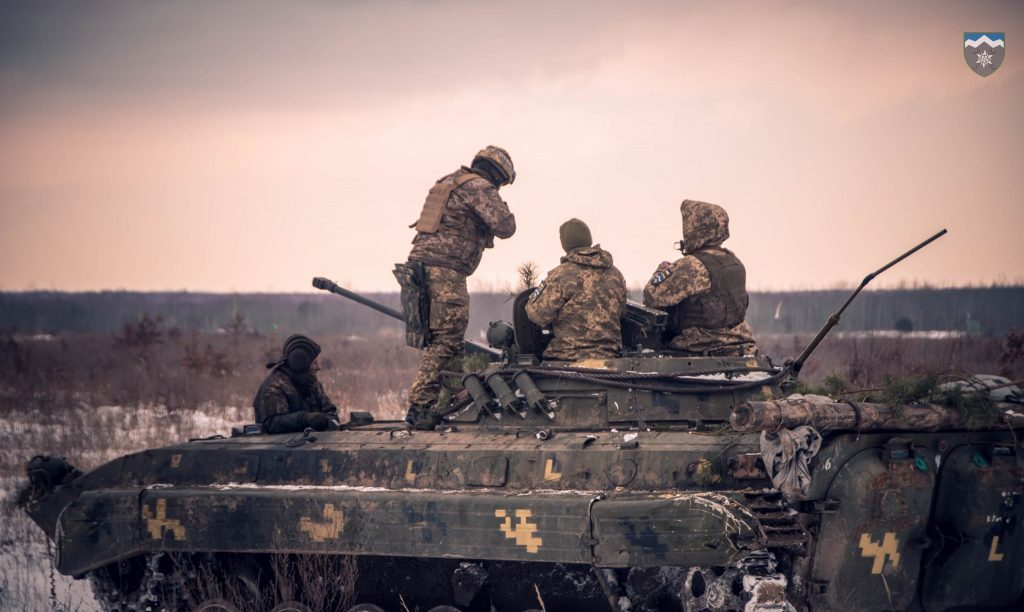